# EssilorLuxottica
EssilorLuxottica là một công ty đa quốc gia tích hợp theo chiều dọc của Pháp-Ý có trụ sở tại Charenton-le-Pont gần Paris và được thành lập vào ngày 1 tháng 10 năm 2018 bởi sự hợp nhất của Essilor của Pháp và Luxottica của Ý. Nó là một trong những tập đoàn hàng đầu trong việc thiết kế, sản xuất và tiếp thị thấu kính nhãn khoa, thiết bị quang học, kính thuốc và kính râm.
Tập đoàn này đạt doanh thu 14 tỷ euro và có giá trị vốn hóa thị trường là 33 tỷ euro. Công ty được niêm yết trên thị trường Euronext Paris và là một phần của chỉ số CAC 40, bao gồm 40 công ty lớn nhất được niêm yết trên Sở giao dịch chứng khoán Paris và Euro Stoxx 50, bao gồm 50 công ty lớn nhất trong khu vực đồng euro.